# 郭城镇 (会宁县)
郭城镇，是中国甘肃省白银市会宁县下辖的一个乡镇级行政单位。

## 行政区划
郭城镇共辖以下地区：
新城社区、红堡子村、八百户村、郭城驿村、扎子塬村、腰井村、新堡子村、黑虎岔村、大羊营村、小羊营村、叶家滩村、驮营村。